# جوشوا براف
جوشوا براف (بالإنجليزية: Joshua Braff)‏ (11 أكتوبر 1967 في الولايات المتحدة)؛ روائي أمريكي.